# Diözese Lichfield

Wappen der Diözese

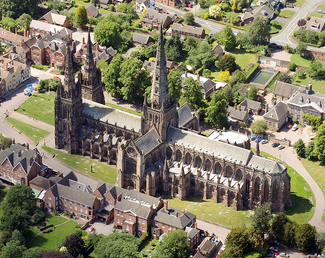
Luftbild der Kathedrale von Lichfield

Das Bistum Lichfield (lat.: Dioecesis Lichefeldensis) ist eine anglikanische Diözese in der Kirchenprovinz Canterbury der Church of England mit Sitz in Lichfield. Bis zur englischen Reformation war das Bistum Coventry und Lichfield eine römisch-katholische Diözese. Bischofssitz ist die Kathedrale von Lichfield.

## Diözesangebiet
Die Diözese umfasst Staffordshire, Walsall, Wolverhampton und Nordost-Shropshire.
Suffragane sind Stafford und Shrewsbury.

## Geschichte
Die Diözese Mercia wurde 656 durch Diuma gegründet. Durch Bischof Chad von York wurde der Bischofssitz im Jahre 669 nach Lichfield verlegt und die Diözese wurde nach dem Namen der Stadt benannt. Lichfield war in der Zeit von 787 bis 799 Sitz des Erzbischofes Higbert. Offiziell erfolgte die Auflösung des Erzbischofssitzes im Jahre 803.
Der Bischofssitz wurde kurz im Jahre 1075 nach Chester verlegt und 1102 nach Coventry. Ab 1228 wurde Bischof von Coventry und Lichfield der offizielle Titel. Der Bischofssitz war in beiden Kathedralen. Die älteren Namen der Diözesen blieben im allgemeinen Sprachgebrauch.
In den 1530er Jahren, während der Reformation unter Heinrich VIII., wurde das Bistum anglikanisch. Dabei verlor die Kathedrale von Coventry ihren Status als Kathedrale. Nach der Restauration unter Karl II. im Jahre 1660 wurde der offizielle Titel Bischof von Lichfield und Coventry. Im Jahre 1837 wurde das alte Bistum geteilt. Coventry wurde der Diözese von Worcester zugeteilt und ist ab 1918 ein eigenständiges Bistum.